# アート・ベアーズ
アート・ベアーズ （Art Bears）は、1978年のヘンリー・カウの解体中に、3人のメンバー、クリス・カトラー（パーカッション、テキスト）、フレッド・フリス（ギター、ベース、ヴァイオリン、キーボード）、ダグマー・クラウゼ（ボーカル、元スラップ・ハッピー）によって結成された英国の前衛グループである。グループは1978年から1981年の間に3枚のスタジオ・アルバムをリリースし、1979年にヨーロッパをツアーした。
2008年、カトラー、フリスらは、カナダのケベック州で開催されたビクトリア国際音楽祭で行われた、アート・ベアーズの「レビュー」プロジェクトであるアート・ベアーズ・ソングブックを結成した。

## 略歴
アート・ベアーズは、1978年1月のヘンリー・カウの5枚目のアルバムの録音中に結成された。アルバムの内容について意見の相違が生じ、フリス、カトラー、クラウゼは歌志向のマテリアルを好み、残りのバンド・メンバーはインストゥルメンタルを好んだ。妥協案として、フリス、カトラー、クラウゼは、自分たちのアルバム『ホープス・アンド・フィアーズ』としてすでに録音されている歌志向の曲を、アート・ベアーズという名前でリリースすることに同意し、残るヘンリー・カウのメンバーをゲストとしてクレジットした。インストゥルメンタルのマテリアルは、ヘンリー・カウの最終アルバムである『ウェスタン・カルチャー』（1979年）として後に登場した。
『ホープス・アンド・フィアーズ』（1978年）は、ヘンリー・カウにおける歌と、後にフリス、カトラー、クラウゼによって録音された新しいアート・ベアーズのマテリアルで構成されていた。1978年の終わり頃、アート・ベアーズはスタジオに戻り、最初の「真の」アルバムである『ウィンター・ソングス』（1979年）を録音した。それは、ノートルダム大聖堂のスタイロベート（柱脚）の彫刻に触発されたカトラーのテキストを中心に、フリスが作曲した14曲の短いナンバーで構成されていた。
1978年12月、アート・ベアーズはロック・イン・オポジション（RIO）に参加し、1979年4月と5月にヨーロッパをツアーした。ツアーのために、ピーター・ブレグヴァド（元スラップ・ハッピー、ギター、ベース、ボイス）とマーク・オランデル（アクサク・マブール、キーボード、クラリネット）が参加した。彼らは、ブリクストンにあるコールド・ストレージ・レコーディング・スタジオでリハーサルを行い、4月下旬にイタリアに向けて出発した。イタリア、フランス、ベルギー、チェコスロバキアで公演を行い、5月1日にミラノでRIOフェスティバルを開催した。ツアー中に録音された曲のいくつかは、後にアート・ベアーズの『ホープス・アンド・フィアーズ』とボックス・セットである『アート・ボックス（2004年）』のCDリリース時に追加収録された。
バンドは1980年にスタジオに戻り、最終アルバム『ザ・ワールド・アズ・イット・イズ・トゥデイ（1981年）』を作成してから解散した。1983年10月、フリス、カトラー、クラウゼは、西ベルリンでの「ベルリン・プログラム」のパフォーマンスのために、ベルリン・ジャズ・フェスティバルから委託されたバンド、ダック・アンド・カバーで再会した。このパフォーマンスは、1984年2月に東ベルリンで、翌8月にロンドンのICAでも行われた。「ベルリン・プログラム」には、アート・ベアーズの3曲の断片が含まれていた。
1993年、フリス、カトラー、クラウゼは、サックス奏者のアルフレッド・ハルトと共に、クリス・カトラーとルッツ・グランディーンによる歌のプロジェクト『ドメスティック・ストーリーズ』（1993年）で再び協力した。アート・ベアーズに似ているが、グランディーンの電子音楽の追加によって『ドメスティック・ストーリーズ』は明らかに異なるアルバムとなった。

### アート・ベアーズ・ソングブック
アート・ベアーズの「レビュー」は、ケベックで開催された第25回「Festival International de Musique Actuelle de Victoriaville」でのアート・ベアーズ・ソングブックの世界初演として2008年5月に開催された。カトラー（ドラム）、フリス（ギター、ベース、ヴァイオリン、ピアノ）、ジュリア・アイゼンバーグ（ボイス）、カーラ・キルシュテット（ヴァイオリン、ボイス）、ジーナ・パーキンス（キーボード、アコーディオン）、クリスティン・スリップ（ボイス）、ザ・ノーマン・コンクエスト（サウンド・マニュピレーション）によるパフォーマンスとなった。クラウゼは参加できなかったため、フリスとカトラーは拡張したグループのためにトリオのレパートリーを作り直すことを決め、アイゼンバーグ、スリップ、キルステッドの声が、クラウゼの「風変わりで慣用的な伝達」の代わりとなった。フリスとカトラーがアート・ベアーズの再結成として見られることを望まなかったため、このプロジェクト名が付けられた。「All About Jazz」によれば、アート・ベアーズ・ソングブックは「単なるハイライトではなく、5日間にわたるフェスティバルのハイライト」だった。
アート・ベアーズ・ソングブックの別のパフォーマンスは、2010年9月にカルモーで開催されたフランスでのロック・イン・オポジションの第3回イベントで行われた。ラインナップは以前と同じだったが、引退からの復帰に同意していたクラウゼが、病気のアイゼンバーグに代わって参加した。

## 音楽
アート・ベアーズの音楽は、しばしば内容が深く政治的（バンドの社会主義的傾向を反映）であり、しばしば前衛的で実験的だった。彼らはヘンリー・カウよりも「歌志向」だったが、彼らのデビュー・アルバムのマテリアルの多くは実際には後者のバンドによって演奏されることを意図して書かれていた。
彼らの音楽は「コンセプトや雰囲気において、とても暗い」ものだった。『アート・ボックス』のレビューで『BBCミュージック』は、「慎重に作られた不協和音、角のあるフォーク・チューン、ダイナミクスの突然の変化、スペクトラル・ドローンの密集した層、ノイズのスラブ、さらにダグマーの奇妙な弾力性のあるシュプレシュティム（歌うことと話すことの間ぐらいを表現するボーカル技術）で終わる」と説明した。
クラウゼの声は、歌の持つ雰囲気と性格に大きく貢献した。カトラーは言った：
「単純な言葉や明白な言葉は書きません。……中略……。歌うということは簡単ではありません。ダグマーには、それらを意味のあるものにし、それらを明白に聞こえさせる驚くべき能力がありました。彼女は内面から歌い、彼女のアクセントは単語を細長い穴（スロット）から引き揚げ、わずかに共鳴する変位を与えるのに役立ちます。ダグマーがそれらのLPで行ったことを、他の誰もできなかったでしょう。私はいまだに彼女のことを驚いています」。
「プログレッシブ」ファンの間では、アート・ベアーズはおおむね好評だった。『オールミュージック』は次のように書いている。「彼らの人生はつかの間でしたが、アート・ベアーズは大胆でやりがいのある独特の音楽を書いて記録しました」。

## 名前
「アート・ベアーズ」の名前は、ジェーン・エレン・ハリソンの著書『古代の芸術と祭祀』（1913年）の文章から取っている。「今日でも、個人主義が広がっているとき、アートはその集合的、社会的起源の痕跡を持っています」。クリス・カトラーは、それは意図的な文脈から外れた引用であると説明しているが、「これを深読みしすぎてはいけません。興味をそそる響きがあって、動物がいて、あいまいさを持っていて、やや馬鹿げているというだけのものです」。

## メンバー
- フレッド・フリス (Fred Frith) - ギター、ベース、キーボード、ヴァイオリン、ヴィオラ、シロフォン
- クリス・カトラー (Chris Cutler) - ドラム、パーカッション、ノイズ
- ダグマー・クラウゼ (Dagmar Krause) - ボーカル

## ディスコグラフィ

### スタジオ・アルバム
- 『ホープス・アンド・フィアーズ』 - Hopes and Fears (1978年)
- 『ウィンター・ソングス』 - Winter Songs (1979年)
- 『ザ・ワールド・アズ・イット・イズ・トゥデイ』 - The World as It Is Today (1981年)

### コンピレーション・アルバム
- 『アート・ボックス』 - The Art Box (2004年) ※ライブ音源や未発表曲に加えて、他のミュージシャンによるリミックスを含む、アート・ベアーズの全リリース作品をまとめた6枚組CDセット
- Art Bears Revisited (2004年) ※他のミュージシャンによりリミックスされたアート・ベアーズ作品の2枚組CD。『アート・ボックス』のディスク4&5。

### 7インチ・シングル & EP
- "Rats & Monkeys" / "Collapse" (1979年)
- "Coda to Man and Boy" (1981年) ※片面のみ。『The World as It Is Today』の購入者特典
- "All Hail" (1982年) ※フレキシブル7インチ盤

## 参考
- 『アバウト・ロック・イン・オポジション』 - Romantic Warriors II: A Progressive Music Saga About Rock in Opposition (2012年)